# Journee
Die Journee war ein französisches Flächenmaß und als Feldmaß in der Region um Bordeaux verbreitet.
- 1 Journee = 3 Pougneree = 888 Quadrattoisen = rund 3373,3 Quadratmeter